# Karl-Heinrich Mihr
Karl-Heinrich Mihr (* 22. Juli 1935 in Gudensberg) ist ein deutscher Politiker der SPD.

## Leben
Karl-Heinz Mihr (Rufname) war vom 7. Januar 1961 bis 30. September 1994 im Volkswagenwerk Kassel beschäftigt.
Nach den Betriebsratswahlen 1972 bei Volkswagen in Kassel-Baunatal wurde er zum Vorsitzenden des Betriebsrats gewählt und gehörte seit der Wahl dem Gesamt- und Konzernbetriebsrat bei Volkswagen an. Ab November 1972 bis Juli 1993 war Mihr Mitglied im VW-Aufsichtsrat. Ab 1989 wurde er Mitglied im Europäischen Konzernbetriebsrat Volkswagen bis zum Ausscheiden aus dem Unternehmen.

## Politik
Er gehörte zeitweilig dem Landesvorstand der hessischen SPD an.
Weiterhin gehörte er (als Mitglied der SPD) dem Europäischen Parlament an.
Aktiv war er auch nach seiner Zeit im Europäischen Parlament in den Gremien der SPD im Schwalm-Eder-Kreis.
Mihr war Mitglied des Europäischen Parlaments von Januar 1980 bis Juli 1994 und in den Ausschüssen Wirtschaft, Währung und Industriepolitik, Verkehrsausschuss und Außenwirtschaft.